# IFP Énergies nouvelles
Das IFP Énergies nouvelles (IFPEN, bis 2010 Institut Français du Pétrole, IFP) ist ein französisches Forschungsinstitut mit Sitz im Pariser Vorort Rueil-Malmaison sowie einem weiteren Standort in Solaize im Großraum Lyon. Es ist eine Körperschaft des öffentlichen Rechts und hat seit 2010 die Rechtsform eines Établissement public à caractère industriel et commercial (EPIC); bis dahin war es ein Établissement professionnel. Das am 13. Juni 1944 gegründete Institut hat sowohl einen Forschungs- als auch einen Lehrauftrag.
Die Tätigkeiten des IFPEN gruppieren sich nach eigenen Angaben des Instituts um drei „strategische Prioritäten“: nachhaltige Mobilität, neue Energien und „verantwortliche Kohlenwasserstoffe“. Die Finanzierung erfolgt zum einen durch ein Budget aus öffentlichen Mitteln, zum anderen aus Einnahmen, die das Institut durch Kooperationen mit industriellen Partnern einwirbt. Sie machen über 50 % des Gesamtbudgets des IFPEN aus.
Im Jahr 2016 beschäftigte das IFPEN über 1650 Angestellte, darunter etwa 1150 Forscher. Das Jahresbudget des Instituts betrug 281 Millionen Euro.

## Lehrende (Auswahl)
- Yves Chauvin (1930–2015), französischer Chemiker, Träger des Nobelpreises für Chemie 2005
- Roland Glowinski (1937–2022), französischer Mathematiker